# Yunohespera
Yunohespera is een geslacht van kevers uit de familie bladkevers (Chrysomelidae).
De wetenschappelijke naam van het geslacht werd in 1984 gepubliceerd door Chen Sicien.

## Soorten
- Yunohespera sulcicollis Chen, 1984